# Short track ai XX Giochi olimpici invernali - 5000 m staffetta maschile
La gara dei 5000 m staffetta maschile di short track dei XX Giochi olimpici invernali è iniziata il 15 ed è terminata il 25 febbraio 2006 e si è disputata al Palazzo a Vela di Torino.

## Risultati

### Semifinali

#### Semifinale 1
| Class | Nazione       | Nomi                                                                   | Tempo    | Note |
| ----- | ------------- | ---------------------------------------------------------------------- | -------- | ---- |
| 1     | Canada        | Éric Bédard Jonathan Guilmette Charles Hamelin François-Louis Tremblay | 6:57.004 | Q    |
| 2     | Corea del Sud | Ahn Hyun-Soo Lee Ho-Suk Oh Se-Jong Seo Ho-Jin                          | 7:01.783 | Q    |
| 3     | Germania      | Thomas Bauer Tyson Heung Arian Nachbar Sebastian Praus                 | 7:02.367 | QB   |
| 4     | Australia     | Lachlan Hay Stephen Lee Mark McNee Elliot Shriane                      | 7:03.356 | QB   |

#### Semifinale 2
| Rank | Nazione     | Nomi                                                              | Tempo    | Note |
| ---- | ----------- | ----------------------------------------------------------------- | -------- | ---- |
| 1    | Stati Uniti | Alex Izykowski J.P. Kepka Apolo Anton Ohno Rusty Smith            | 6:55.082 | QA   |
| 2    | Cina        | Li Haonan Li Jiajun Li Ye Sui Baok                                | 6:55.476 | QA   |
| 3    | Italia      | Fabio Carta Yuri Confortola Nicola Franceschina Nicola Rodigari   | 7:07.358 | ADV  |
|      | Giappone    | Yoshiharu Arino Takahiro Fujimoto Takafumi Nishitani Satoru Terao | DQ       |      |

### Finale

#### Finale A
| Class | Nazione       | Nomi                                                                 | Tempo    | Note |
| ----- | ------------- | -------------------------------------------------------------------- | -------- | ---- |
|       | Corea del Sud | Ahn Hyun-Soo Lee Ho-Suk Seo Ho-Jin Song Suk-Woo                      | 6:43.376 | OR   |
|       | Canada        | Éric Bédard Charles Hamelin François-Louis Tremblay Mathieu Turcotte | 6:43.707 |      |
|       | Stati Uniti   | Alex Izykowski J.P. Kepka Apolo Anton Ohno Rusty Smith               | 6:47.990 |      |
| 4     | Italia        | Fabio Carta Yuri Confortola Nicola Franceschina Nicola Rodigari      | 6:48.597 |      |
| 5     | Cina          | Li Haonan Li Jiajun Li Ye Sui Baok                                   | 6:53.989 |      |

#### Finale B
| Class | Nazione   | Nomi                                                     | Tempo    | Note |
| ----- | --------- | -------------------------------------------------------- | -------- | ---- |
| 1     | Australia | Lachlan Hay Stephen Lee Mark McNee Elliot Shriane        | 7:01.666 |      |
| 2     | Germania  | Thomas Bauer Andre Hartwig Arian Nachbar Sebastian Praus | 7:13.338 |      |